# 유재한 (1955년)
유재한(柳在韓, 1955년 3월 15일 ~ )은 대한민국의 행정공무원과 한국주택금융공사 사장을 지내었고, 한나라당 대구시 달서구 병 지역 당협위원장을 맡기도 했다.

## 학력
- 경북고등학교(1973년)
- 서울대학교 경제학 학사(1973년 ~ 1977년)

## 경력
- [現]한국정책금융공사 사장
- 한나라당 대구 달서구 병 지역 당협위원장
- 18대 국회의원 선거 출마(한나라당, 대구 달서구 병)
- 한국주택금융공사 사장(2007년 3월 ~ 2008년 3월)
- 재정경제부 정책홍보관리실 실장(2006년 ~ 2007년 2월)
- 재정경제부 금융정보분석원 원장(2005년 6월 ~ 2006년)
- 재정경제부 정책조정국 국장(2004년 10월 ~ 2005년 6월)
- 재정경제부 국고국 국장(2004년 8월 ~ 2004년 10월)
- 국방대학교 파견(2003년 1월 ~ 2004년 8월)
- 공적자금관리위원회 사무국장(2002년 2월 ~ 2003년 1월)
- 재정경제부 국고과 과장(2000년 6월 ~ 2002년 2월)